# Parasemia melanomera
Parasemia melanomera là một loài bướm đêm thuộc phân họ Arctiinae, họ Erebidae.